# Nicolás Fonseca
Nicolás Fonseca (ur. 19 października 1998 w Neapolu) – urugwajski piłkarz z obywatelstwem włoskim występujący na pozycji defensywnego pomocnika, reprezentant Urugwaju, od 2025 roku zawodnik meksykańskiego Leónu.
Jego ojciec Daniel Fonseca i brat Matias Fonseca również są piłkarzami.